# 上三栖
上三栖（かみみす）は、和歌山県田辺市の町丁。2020年3月末現在の人口は259人。郵便番号は646-0214。

## 地理
田辺市中心部から東北東、左会津川の中流域にあたる。北で長野、東で上野、南で中三栖、西で上秋津に接する。和歌山県道216号温川田辺線が基幹道路となっている。和歌山県道209号長野上秋津線も当地区の一部を通っている。また、和歌山県道218号平瀬上三栖線の終点である。
梅・みかん・すももなどの果樹栽培が盛んな農村地域である。平地の少なさや田辺市内からの距離の遠さなどが影響し、中三栖や下三栖のような宅地化はあまり行われておらず、過疎化・高齢化が進んでいる。

### 山岳
- 衣笠山
- 浄土山

### 河川
- 左会津川
- 小川谷川

## 歴史

### 地名の由来
古の時代に熊野権現の御簾領（神領）であったことに由来する。

### 沿革
- 江戸時代～幕末 - 牟婁郡上三栖村が存在。紀伊続風土記によれば石高307石・戸数74戸・人口352人。「旧高旧領取調帳」の記載によると紀州藩附家老安藤氏領。
- 慶応4年1月24日（1868年2月17日） - 安藤氏領が立藩して田辺藩領となる。
- 明治4年7月14日（1871年8月29日） - 廃藩置県により田辺県の管轄となる。
- 明治4年11月22日（1872年1月2日） - 和歌山県の管轄となる。
- 1879年（明治12年）1月20日 - 所属郡が西牟婁郡に変更。
- 1889年（明治22年）4月1日 - 町村制の施行により、上三栖村・中三栖村・下三栖村の3村が合併し三栖村を発足。
- 1956年（昭和31年）9月30日 - 三栖村が上芳養村・中芳養村・秋津川村・上秋津村・長野村と合併して牟婁町が発足。同町の大字となる。
- 1964年（昭和39年）10月15日 - 牟婁町が田辺市に編入。同市の大字となる。

## 交通

### バス
龍神自動車
- 長野線
  - 紀伊田辺駅～万呂～三栖～長野～（西原）～伏菟野

### 道路
- 和歌山県道209号長野上秋津線
- 和歌山県道216号温川田辺線
- 和歌山県道218号平瀬上三栖線

## 施設
- 珠簾神社
- 熊野古道潮見峠越え長尾坂